# Mademoiselle Lecompte
Françoise Cordon, bis zu ihrer Heirat als Mademoiselle Béllond und dann als Mademoiselle Lecompte bekannt (* um 1656; † 23. August 1716 in Paris), war eine französische Schauspielerin.
Erste schauspielerische Gehversuche absolvierte Cordon in der Provinz, bis sie 1679 die Rolle der ausgeschiedenen Mademoiselle de Champmeslé am Théâtre de l’hôtel de Bourgogne einnahm.
Schon bei ihrem Debüt hatte sie großen Erfolg und als im darauffolgenden Jahr die Comédie-Française gegründet wurde, war sie mit unter den ersten Sociétaires de la Comédie-Française.
So fiel sie auch dem Parlamentsadvokaten Jean Guyot (um 1649–1707) auf, dem sie den Kopf verdrehte. Dieser schloss sich 1680 der Truppe an und wurde ebenfalls, wenn auch nur ein mittelmäßiger, Schauspieler. Er wählte sich den Bühnenamen Lecompte, den auch Cordon übernahm. Aus der Ehe gingen drei Kinder, ein Mädchen und zwei Jungen, hervor, aber keines der Kinder trat in die Fußstapfen ihrer Eltern.
Der Komponist und Dramatiker Nicolas Racot de Grandval beschrieb Cordon als weder klein noch groß, weder hübsch noch hässlich.
Während sich ihr Mann bereits 1682 von der Bühne zurückzog, sich die Rechte zur Eintreibung von Gebühren kaufte, um davon zu leben, setzte sich Cordon erst im Jahr 1691, mit der üblichen Pension von 1000 Livre, zu Ruhe.

## Rollen (Auswahl)
- Pauline in Polyeucte von Pierre Corneille
- Iphigénie in Oreste von Claude Boyer
- Comptesse in Le Muet von David-Augustin de Brueys